# Vladimir Piast
Vladimir Aleksevitch Piast, de son véritable nom de famille Pestovski (respectivement en russe : Владимир Алексеевич Пяст et Пестовский, 1886—1940) est un poète symboliste, prosateur, critique, traducteur et théoricien de la littérature russe. Il a été l'un des biographes d'Alexandre Blok, dont il fut longtemps ami.

## Biographie
neVladimir Piast est issu, selon la tradition familiale, de la dynastie polonaise des Piast. Son père est de la noblesse héréditaire, assesseur de collège, le 8e rang de la table des Rangs, acteur amateur, entomologiste de formation. Vadimir sort du 12e lycée de Saint-Pétersbourg avec une médaille d'or et s'inscrit à la faculté de physique et de mathématiques de l'université impériale de Saint-Pétersbourg. En 1906 il change pour le département des langues romanes et germaniques, mu par un intérêt pour la littérature ouest-européenne qu'il conservera tout sa vie : il restera dans sa vision artistique un « occidental » et un « militant du symbolisme ». Il écrit des vers dès 1900, et commence à en publier en 1905. Parmi ses premiers poèmes publiés figurent des traductions.
En 1905 il se rend à Munich, où il a en 1906 sa première crise psychologique, qui le conduit à passer six semaines dans une clinique psychiatrique. Par la suite il restera exposé aux tentatives de suicide.
Dans ses années d'études, Piast est un des animateurs du Cercle des jeunes (Кружка молодых), une union de poètes symbolistes de l'université, et il participe aux réunions littéraires de Viatcheslav Ivanov, de Zinaïda Hippius  et de Fiodor Sologoub. En 1909 sort son premier recueil de vers, Enceinte («Ограда»), et en 1911 un second, Poème en nonains (« Поэма в нонах»), à caractère autobiographique.
Pendant la Première guerre mondiale, il est appelé au front, mais il est réformé en raison de la maladie mentale dont les crises le poursuivront toute sa vie.
Après la révolution d'Octobre, il adopte des positions antibolchéviques et rompt ses relations avec Alexandre Blok après le poème Douze (ru) jusqu'en 1921
Il écrit pendant la révolution et de la guerre civile des romans non publiés, Roman sans nom et Renaissance («Роман без названия» et «Возрождение»), travaille beaucoup comme journaliste et traducteur, ainsi qu'à une théorie de la déclamation et de l'écriture poétique. Il est employé à l'Institut du mot vivant à Petrograd.
En 1926 il déménage à Moscou. Il traduit beaucoup de l'allemand, notamment une grande partie des poètes expressionnistes de l'anthologie de Grigori Petnikov (ru), Jeune Allemagne («Молодая Германия», Kharkov 1925), et de l'espagnol, principalement le théâtre en vers de Tirso de Molina, de Lope de Vega, et d'autres. Ses traductions non publiées d'un des principaux poètes de l'Amérique latine du début du XXe siècle, Rubén Darío, sont conservées dans les Archives d'État de la littérature et de l'art de Russie. Il traduit également Cervantes, Alfred Wolfenstein, Ernst Toller, etc.
Il est arrêté le 6 février 1930 et condamné sur le fondement de l'article 58, tirets 10 et 11, du code pénal de la RSFSR (agitation contre-révolutionnaire et participation à des organisations contre-révolutionnaires) à trois années d'exil, qui le conduisent d'abord à Arkhangelsk, puis à Kadnikov dans l'oblast de Vologda. À la fin de sa peine, il est envoyé à Odessa, où il épouse K. Stoïalnova. En 1936, en raison de la disgrâce de Vsevolod Meyerhold et de Mikhail Prichvine, il peut revenir à Moscou.
Il meurt en 1940 d'un cancer des poumons (selon d'autres sources, il se suicide). Il est enterré à Moscou dans le cimetière de Novodevitchi.
La Literatournaïa gazeta lui consacre à sa mort un numéro.

## Œuvre

### Recueils de poésie
- (ru) Ограда [« Enceinte »], Изд. Вольф,‎ 1909 ;
  - (ru) Ограда [« Enceinte »], Berlin, Гржебина,‎ 1922, 2e éd.
- (ru) Поэма в нонах [« Poème en nonains »], Moscou, Пегас,‎ 1911
- (ru) Львиная пасть [« La gueule du lion »], Berlin, Гржебина,‎ 1922
- (ru) Третья книга лирики [« Troisième livre lyrique »], Berlin, Гржебина,‎ 1922

### Essais
- (ru) Современный декламатор [« La déclamation contemporaine »],‎ 1925 ;
- (ru) Встречи [« Rencontres »], Moscou, Федерация,‎ 1929 [lire en ligne (page consultée le 16 août 2017)];
- (ru) Современное стиховедение. Ритмика [« La versification contemporaine. Rythmique »], Leningrad, Издательство писателей, 1931 p. (Première partie d'une monographie projetée ; la seconde devait être consacrée au Timbre mélodique).

### Livres pour enfants
- (ru) Кузнечик, цикада и птица корморан [« Le forgeron, la cigale et l'oiseau cormoran »], Moscou, Молодая гвардия,‎ 1929
- (ru) Моя первая шах-книга [« Mon premier livre d'échecs »], Moscou, Молодая гвардия,‎ 1930